# ドミトロ・デリアティツキー
ドミトロ・エフヘノヴィチ・デリアティツキー（ウクライナ語: Дмитро́ Євге́нович Деляти́цький）は、ウクライナの軍人。ウクライナ海兵隊司令官兼第30海兵軍団長。

## 経歴
デリアティツキーはロシア・ソビエト連邦社会主義共和国ハバロフスクでソ連軍人の家庭に生まれ、ウクライナに移住するまでは極東ロシアに住んでいた。ウクライナ独立後はウクライナ軍に入隊、オデッサ陸軍士官学校を卒業した。
2014年より、クリミアのフェオドシアに駐屯していた第1独立海軍歩兵大隊長を務めていた。ロシアがクリミア半島を併合した際、ロシア軍に捕らえられ、短期間拘留された後、解放された。デリアティツキーはウクライナへの忠誠の誓いを守った約2個中隊の隊員を率いて、彼らが拠点としていたウクライナ本土のムィコライウに戻った。
2015年から2018年まで、デリアティツキーは第36独立海軍歩兵旅団長を務めた。この旅団はクリミアを離れたウクライナ海軍歩兵、ウクライナ海軍第36独立沿岸防衛旅団の元団員、第36独立海軍歩兵旅団結成後に加わった志願兵で構成されていた。
2018年春、ウクライナ海軍がウクライナ海軍歩兵（現ウクライナ海兵隊）司令部を創設し、アメリカ海兵隊に倣って海軍歩兵の改革を開始すると、デリアティツキーは海軍歩兵副司令官に就任した。
2021年12月6日、准将に昇進。
2023年、オデッサ陸軍士官学校校長に就任した。2023年8月24日、少将に昇進。
2024年2月11日、デリアトィツキーは、ユーリー・ソドル中将の後任として、ウクライナ海兵隊司令官に就任した。

## 栄典
- 軍事功労十字章 - 2025年2月20日[10]
- 1等ボフダン・フメリニツキー勲章 - 2022年5月24日[11]
- 2等ボフダン・フメリニツキー勲章 - 2022年3月26日[12]
- 3等ボフダン・フメリニツキー勲章 - 2019年5月17日[13]
- ダニーロ・ハリツキー勲章 - 2014年8月21日